# سيف الأمازون الغلالي
سيف الأمازون الغلالي (الاسم العلمي:Echinodorus tunicatus) هو نوع من النباتات يتبع جنس سيف الأمازون من الفصيلة المزمارية.